# Länsväg 228
De Zweedse weg 228 (Zweeds: Länsväg 228) is een provinciale weg in de provincie Stockholms län in Zweden en is circa 5 kilometer lang.

## Plaatsen langs de weg
- Nacka
- Fisksätra

## Knooppunten
- Länsväg 222 bij Nacka (begin)